# 札幌上島咖啡
札幌上島咖啡株式會社（日語：サッポロウエシマコーヒー株式会社），簡稱札幌上島咖啡，1958年6月20日創業，1986年7月24日成立公司，2008年5月12日成為日本上島咖啡旗下公司，同年10月1日與UCC FSI Supply株式會社（日語：ユーシーシーフーヅサプライ株式会社）合併。
企業總部位於北海道札幌市厚別区厚別東5条1丁目4番26号。

## 外部連結
- 官方网站